# Spolek svatého Cyrila a Metoděje
Spolek svatého Cyrila a Metoděje (zkratka SSCM) je náboženský a kulturní spolek řeckokatolíků na Slovensku. Vznikl v roce 1941 pod názvem Jednota sv. Cyrila a Metoděje s cílem rozvíjet náboženskou, kulturní, vzdělávací a organizační činnost mezi řeckokatolíků v České republice i v zahraničí, v úsilí zachovat a zvelebovat dědictví svatých Cyrila a Metoděje a upevňovat náboženské a národní povědomí řeckokatolíků. V roce 1950 byla činnost spolku násilně přerušena, obnovena byla v roce 1991.
Spolek svatého Cyrila a Metoděje je náboženským a kulturně-výchovným spolkem řeckokatolíků ve Slovenské republice. Je právnickou osobou a má svůj znak. Znakem spolku je tříramenný (osmičlenný) kříž s vyobrazením sv. Cyrila a sv. Metoděje po boku kříže, uzavřený třemi navzájem spojenými kružnicemi ve tvaru trojlístku. Sídlem SSCM jsou Michalovce.
SSCM rozvíjí aktivitu v oblasti náboženského a kulturního života i mezi řeckokatolíky, kteří žijí v zahraničí. SSCM je aktivní i v oblasti ediční a vydavatelské av rámci své působnosti vydává periodické a neperiodické publikace. Spolek má vydavatelství Byzant v Košicích. SSCM v duchu ekumenismu spolupracuje s jinými náboženskými společnostmi a organizacemi.
Každý rok vydává spolek Řeckokatolický kalendář, v současnosti s názvem V brázdě Metodově (slovensky V brázde Metodovej).
V minulosti byli předsedy spolku: Jozef Zorvan-Karpaty, Vojtech J. Dudič st. a Jozef Knez. Velkou zásluhu na vzniku spolku měli o. Ján Murín, Jozef Pichonský a Ján Danko.
Předsedou spolku je ThDr. Michal Hospodár (od roku 1999). Spolek má[kdy?] přibližně sto zakládajících členů a 3500 řádných členů.